# Qoppa
De qoppa (hoofdletter Ϙ of Ϟ, kleine letter ϙ of ϟ; Grieks: κόππα) is een letter uit het Griekse alfabet en heeft als numerieke waarde het getal 90. De letter is net als de rest van het Griekse alfabet geleend van de Feniciërs.

## Letterwaarde
In het Fenicisch werd de letter qoph uitgesproken als [q]; in het Grieks, dat zo'n klank niet bezat, werd de letter gebruikt om de [k] te noteren vóór de achterklinkers < Ο >, < Υ > en < Ω >. In deze functie werd het letterteken ook overgenomen door de Italische alfabetten, waar het Latijnse alfabet deel van uitmaakt. Aangezien de qoppa echter dezelfde klank uitdrukte als de kappa < Κ >, maar gewoon in een andere context, bleef in de meeste Griekse alfabetten alleen de kappa over.
Slechts in enkele Dorische gebieden bleef de qoppa in gebruik tot de 5e eeuw v. Chr. De qoppa werd zelfs gebruikt als symbool voor de (Dorisch sprekende) stad Korinthe, waarvan men de naam oorspronkelijk als < ϘΟΡΙΝΘΟΣ > (tegenover het klassieke < ΚΟΡΙΝΘΟΣ >) spelde.

## Cijferwaarde
Ook toen de qoppa al lang niet meer als letterteken gebruikt werd, bleef ze in gebruik binnen het Miletische stelsel van Griekse cijfers. De letter kreeg dan de waarde 90. Hoewel de vorm van de letter door de eeuwen heen veranderd is, wordt ze nog steeds gebruikt in deze functie.

## Vormen van de qoppa
In cursief schrift werd de gesloten cirkel bovenaan de qoppa (handgeschreven als ) vaak aan de zijkant () of aan de bovenkant () open gelaten. Dit zijn dan ook de vormen die het Cyrillische (Ҁ) en Gotische () alfabet overnamen om het getal 90 aan te duiden. Ook het Koptische alfabet gebruikte een gelijkaardig teken ϥ voor het cijfer 90, al kreeg dit teken de klankwaarde [f] (ontleend aan het Demotisch) mee. In de latere Griekse minuskel werd de vorm verder vereenvoudigd tot een soort bliksemschicht (, ).